# Brzdicí padák

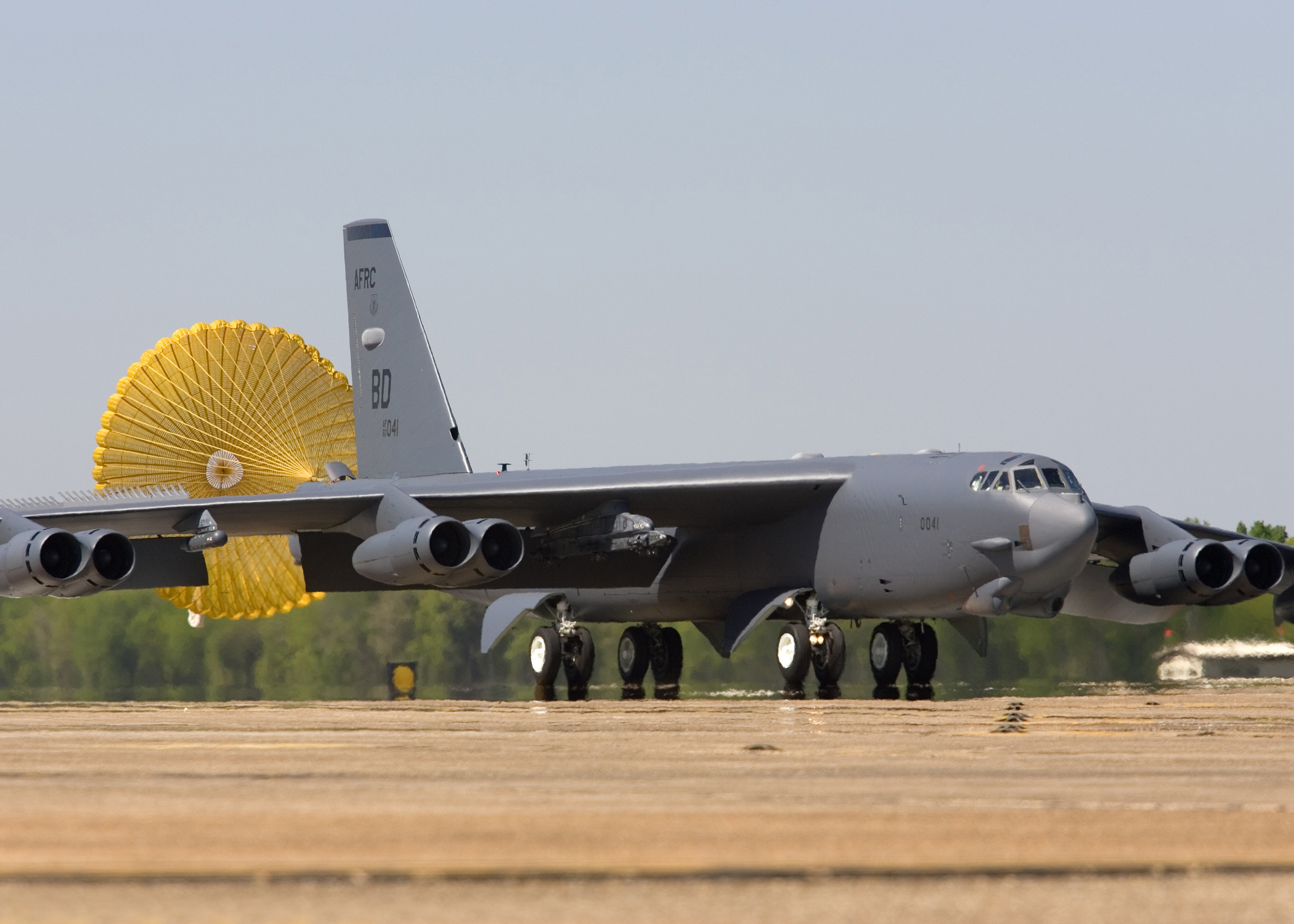
Letoun Boeing B-52 Stratofortress přistává s brzdicím padákem

Brzdicí padák respektive brzdicí a stabilizační padák je označení padáku, který slouží k mírnému zpomalení objektu či k zlepšení jeho stability, případně i k vytažení většího padáku. Na rozdíl od klasického padáku je menší a tedy zpomaluje méně, ale zase je možné jej otevřít i v rychlostech a situacích, kdy by se běžný padák působením sil roztrhl.
Typické je jeho použití u letounů, které díky němu mohou přistávat na kratší ranveji. Je používán ale i jinde, například na dragsterech.